# Primavera (Holmboe)
Primavera is een compositie van Vagn Holmboe.
Holmboe schreef gedurende zijn leven bijna 400 werken waarvan er bijna 200 werden uitgegeven. Hij schreef in allerlei genres. Primavera, Holmboes muzikale weergave van de lente valt in de categorie kamermuziek. Het is geschreven voor dwarsfluit, viool, cello en piano. Holmboe schreef het in 1951 met fluitist Holger Gilbert-Jespersen als beoogd fluitist. Hij was een van de bekendste Deense fluitisten; Carl Nielsen schreef zijn Fluitconcert voor hem. Het werk beleefde haar première in 1952 met Gilbert-Jespersen als fluitist, maar werd pas in 1959 uitgegeven. Holmboes oeuvre binnen de kamermuziek sneeuwde volledig onder in zijn catalogus aan strijkkwartetten. Het verscheen in 1963 wel op een plaat, een zogenaamde 10" via platenlabel Triola. Bij die opnamen was collegacomponist Niels Viggo Bentzon de pianist; de A-kant was namelijk gevuld met diens Mosaique musicale.
Primavera bestaat uit drie delen, waarbij grotendeels de variant snel-langzaam-snel is aangehouden:
- Allegretto leggiero e amabile
- Andante tranquillo
- Adagio – vivace

Ensemble Midtvest nam het in 2010 op in het kader van twee cd's met vergeten kamermuziek van Vagn Holmboe.